# 水戶學
水戶學（みとがく），是一種在日本水戶藩（現茨城縣北部）形成的學問。
1657年（明曆３年），水戶學起源於第二代水戶藩主德川光圀在彰考館（史局）自身開始編修『大日本史』，光圀由於曾與朱舜水交流，他所記述的日本是藉天皇而進行的普遍統治正是帶有中國的國家正統的觀念，因此，大日本史是一部以紀傳體寫成記下天皇治世的歷史書；在整體上說，全書貫徹著大義名分論的尊皇思想，水戶藩籍水戶學扶植了尊敬天皇的尊皇思想。
第九代水戶藩主德川齊昭，設立弘道館作為藩校，大幅度擴展水戶學的內容，自此之後，水戶學以「文武兩道」為宗旨；作為學問，除了儒學，國學等等的思想外，也包括天文學，醫學等等的自然科學，成為總合的學科。
在水戶藩產生的水戶學，雖然給予了幕末尊王攘夷運動很大的影響，也是明治維新的原動力之一，但卻得不到後來政府的保護；如弘道館解散，大部分藏書成為國有。現在，水戶學主要是由茨城縣水戶市的水戶史學會研究，主要涉及歷史、思想。